# Hallviken
Hallviken är en by 14 km söder om Strömsund i Hammerdals distrikt (Hammerdals socken) i Strömsunds kommun, Jämtlands län. Både Inlandsbanan och E45 mellan Östersund och Strömsund passerar byn. De tätare bebyggda delarna av Hallviken har avgränsats till en småort.

## Historia
Hallviken har varit bebott mycket länge. Ett flertal stenåldersföremål har hittats i området och byn finns omnämnd så tidigt som 1200–1300-talet med tionde till kyrkan.
År 1770 byggdes en väg till byn, tidigare kunde den bara nås via stigar och ridvägar. Samma år byggdes också det tidigast kända gästgiveriet i Hallviken av Israel Mattsson, Bränna. 1859 togs beslut om att en skola skulle byggas i byn, men den skulle inte bli byggd förrän 1880. Tio år senare, 1890, kom de första telefonerna till bygden. 1907–1912 byggdes delen av Inlandsbanan mellan Östersund och Ulriksfors, och då fick byn sitt nuvarande namn av stationsnamnet, innan dess hette den Hallen.
Under krigsåren 1940–1943 byggdes ett krigsflygfält vid byn, som mest arbetade 850 personer med detta. När byn var som störst 1941 fanns där 3 butiker, 2 kaféer, 1 bageri, 1 sågverk, 2 biografer, taxi, lastbilsåkeri, järnvägsstation samt post- och telestation. 1968 påbörjades försök med reguljärflyg mellan Bromma och Hallvikens flygfält.

### Befolkningsutveckling
| Befolkningsutvecklingen i Hallviken 1960–2010 | Befolkningsutvecklingen i Hallviken 1960–2010 | Befolkningsutvecklingen i Hallviken 1960–2010 | Befolkningsutvecklingen i Hallviken 1960–2010 | Befolkningsutvecklingen i Hallviken 1960–2010 |
| --------------------------------------------- | --------------------------------------------- | --------------------------------------------- | --------------------------------------------- | --------------------------------------------- |
|                                               |                                               |                                               |                                               |                                               |
| År                                            |                                               |                                               | Folkmängd                                     |                                               |
| 1960                                          | 1960                                          |                                               | 307                                           |                                               |
| 1965                                          | 1965                                          |                                               | 269                                           |                                               |
| 1970                                          | 1970                                          |                                               | 213                                           |                                               |
| 1975                                          | 1975                                          |                                               | 169                                           |                                               |
| 1980                                          | 1980                                          |                                               | 159                                           |                                               |
| 1985                                          | 1985                                          |                                               | 153                                           |                                               |
| 1990                                          | 1990                                          |                                               | 139                                           |                                               |
| 1996                                          | 1996                                          |                                               | 141                                           |                                               |
| 2000                                          | 2000                                          |                                               | 119                                           |                                               |
| 2006                                          | 2006                                          |                                               | 137                                           |                                               |
| 2010                                          | 2010                                          |                                               | 126                                           |                                               |
|                                               |                                               |                                               |                                               |                                               |